# Rally di Gran Bretagna 2018
Il Rally di Gran Bretagna 2018, ufficialmente denominato 74th Dayinsure Wales Rally GB, è stata l'undicesima prova del campionato del mondo rally 2018 nonché la settantaquattresima edizione del Rally di Gran Bretagna e la quarantacinquesima con valenza mondiale. La manifestazione si è svolta dal 4 al 7 ottobre sugli sterrati che attraversano le foreste del Galles centro-settentrionale.
L'evento è stato vinto dal francese Sébastien Ogier, navigato dal connazionale Julien Ingrassia, al volante di una Ford Fiesta WRC della scuderia M-Sport Ford WRT, davanti alla due coppie finlandesi formate da Jari-Matti Latvala e Miikka Anttila e da Esapekka Lappi e Janne Ferm, entrambe su Toyota Yaris WRC della squadra Toyota Gazoo Racing WRT.

## Itinerario
La manifestazione si disputò interamente nel Galles centro-settentrionale, lungo le strade sterrate che attraversano le foreste dell'interno e il parco nazionale di Snowdonia e in minima parte sull'asfalto della costa che si affaccia sul mar d'Irlanda, articolandosi in 23 prove speciali distribuite in quattro giorni per una distanza totale di 317,71 km cronometrati. Come di consueto dal 2013 l'appuntamento mondiale britannico ebbe sede a Deeside, complesso industriale situato vicino al confine con l'Inghilterra nei pressi della città di Chester, dove venne allestito il parco assistenza per tutti i concorrenti.
Il rally ebbe inizio la sera di giovedì 4 ottobre con la prova super speciale Tir Prince di 1,70 km, da svolgersi tra le località di Towyn e Kinmel Bay, sulla costa nord-orientale del Galles a ovest di Deeside.
La seconda frazione (disputatasi venerdì 5 ottobre) si articolava in otto prove speciali (per una distanza complessiva di 110,76 km cronometrati), da svolgersi interamente lungo gli sterrati che attraversano le foreste del Galles settentrionale. La sezione mattutina prevedeva cinque prove: si partì con Clocaenog, nella contea di Denbighshire, per poi spostarsi nel distretto di contea di Conwy per la Brenig (la più lunga del rally con i suoi 29,13 km), in una sua versione estesa che univa le classiche Brenig e Alwen con un breve tratto asfaltato, e a seguire la prova di Penmachno; La mattinata si chiuse con la disputa di due identiche mini speciali, le Slate Mountain 1 e 2, in territorio di Blaenau Ffestiniog, appena oltre il confine con la vicina contea di Gwynedd. Al pomeriggio vennero ripetute nello stesso ordine le prime tre speciali del mattino, prima di rientrare a Deeside per il pernottamento.
Durante la terza frazione di sabato 6 ottobre, la più lunga e impegnativa del rally con i suoi 150,24 km cronometrati, gli equipaggi si spostarono verso sud per cimentarsi lungo gli sterrati del Galles centrale. Il giro mattutino iniziava con Myherin, unica prova rimasta invariata rispetto al 2017, e Sweet Lamb Hafren, entrambe sulla linea di confine tra le contee di Powys e Ceredigion; si proseguì poi verso nord per le Dyfi e Gartheiniog per terminare la mattinata con la prova di Dyfnant e sostare all'assistenza remota di Newtown. Al pomeriggio vennero ripetute le prime quattro prove del mattino e si ritornò alla base di Deeside.
Per la giornata finale di domenica 7 ottobre si rimase nel Galles del nord per gareggiare sui rimanenti 55,01 km cronometrati, distribuiti in cinque speciali. Dopo la disputa della Elsi, lungo la riva sinistra del fiume Conwy, si gareggiò su due percorsi da ripetersi due volte, di cui il primo, Gwydir, posto poco oltre il suddetto fiume in territorio di Llanrwst e valevole come power stage già nel primo passaggio, e il secondo, Great Orme Llandudno, da corrersi su un tratto interamente su asfalto nella costa della penisola di Great Orme, all'estremità settentrionale del Galles.

## Risultati

### Classifica
| Pos.      | Nº       | Pilota                  | Co-pilota          | Auto                  | Squadra                     | Classe      | Tempo     | Distacco | Punti    |
| Generale  | Generale | Generale                | Generale           | Generale              | Generale                    | Generale    | Generale  | Generale | Generale |
| --------- | -------- | ----------------------- | ------------------ | --------------------- | --------------------------- | ----------- | --------- | -------- | -------- |
| 1.        | 1        | Sébastien Ogier         | Julien Ingrassia   | Ford Fiesta WRC       | M-Sport Ford WRT            | WRC         | 3h06'12"5 |          | 28       |
| 2.        | 7        | Jari-Matti Latvala      | Miikka Anttila     | Toyota Yaris WRC      | Toyota Gazoo Racing WRT     | WRC         | 3h06'23"1 | +10"6    | 23       |
| 3.        | 9        | Esapekka Lappi          | Janne Ferm         | Toyota Yaris WRC      | Toyota Gazoo Racing WRT     | WRC         | 3h06'47"6 | +35"1    | 16       |
| 4.        | 11       | Craig Breen             | Scott Martin       | Citroën C3 WRC        | Citroën Total Abu Dhabi WRT | WRC         | 3h07'22"9 | +1'10"4  | 12       |
| 5.        | 5        | Thierry Neuville        | Nicolas Gilsoul    | Hyundai i20 Coupe WRC | Hyundai Shell Mobis WRT     | WRC         | 3h07'26"9 | +1'14"4  | 12       |
| 6.        |          | Andreas Mikkelsen       | Anders Jæger       | Hyundai i20 Coupe WRC | Hyundai Shell Mobis WRT     | WRC         | 3h07'28"4 | +1'15"9  | 8        |
| 7.        |          | Hayden Paddon           | Sebastian Marshall | Hyundai i20 Coupe WRC | Hyundai Shell Mobis WRT     | WRC         | 3h07'30"9 | +1'18"4  | 6        |
| 8.        | 10       | Mads Østberg            | Torstein Eriksen   | Citroën C3 WRC        | Citroën Total Abu Dhabi WRT | WRC         | 3h07'34"1 | +1'21"6  | 4        |
| 9.        | 36       | Kalle Rovanperä         | Jonne Halttunen    | Škoda Fabia R5        | Škoda Motorsport II         | RC2 / WRC-2 | 3h15'27"2 | +9'14"7  | 2        |
| 10.       | 31       | Pontus Tidemand         | Jonas Andersson    | Škoda Fabia R5        | Škoda Motorsport II         | RC2 / WRC-2 | 3h17'01"4 | +10'48"9 | 1        |
| ...       | ...      | ...                     | ...                | ...                   | ...                         | ...         | ...       | ...      | ...      |
| 19.       | 8        | Ott Tänak               | Martin Järveoja    | Toyota Yaris WRC      | Toyota Gazoo Racing WRT     | WRC         | 3h26'51"4 | +20'38"9 | 4        |
| WRC-2     |          |                         |                    |                       |                             |             |           |          |          |
| 1. (9.)   | 36       | Kalle Rovanperä         | Jonne Halttunen    | Škoda Fabia R5        | Škoda Motorsport II         | RC2 / WRC-2 | 3h15'27"2 |          | 25       |
| 2. (10.)  | 31       | Pontus Tidemand         | Jonas Andersson    | Škoda Fabia R5        | Škoda Motorsport II         | RC2 / WRC-2 | 3h17'01"4 | +1'34"2  | 18       |
| 3. (11.)  | 32       | Gus Greensmith          | Alex Gelsomino     | Ford Fiesta R5        | -                           | RC2 / WRC-2 | 3h17'40"8 | +2'13"6  | 15       |
| 4. (12.)  | 37       | Jari Huttunen           | Antti Linnaketo    | Hyundai i20 R5        | Hyundai Motorsport          | RC2 / WRC-2 | 3h18'24"0 | +2'56"8  | 12       |
| 5. (13.)  | 40       | Stéphane Lefebvre       | Gabin Moreau       | Citroën C3 R5         | Citroën Total Rallye Team   | RC2 / WRC-2 | 3h20'02"6 | +4'35"4  | 10       |
| 6. (14.)  | 33       | Łukasz Pieniążek        | Przemysław Mazur   | Škoda Fabia R5        | Printsport Oy               | RC2 / WRC-2 | 3h21'47"3 | +6'20"1  | 8        |
| 7. (15.)  | 42       | Simone Tempestini       | Sergiu Itu         | Citroën C3 R5         | -                           | RC2 / WRC-2 | 3h24'16"9 | +8'49"7  | 6        |
| 8. (16.)  | 34       | Fabio Andolfi           | Emanuele Inglesi   | Škoda Fabia R5        | ACI Team Italia             | RC2 / WRC-2 | 3h24'34"3 | +9'07"1  | 4        |
| 9. (18.)  | 41       | Marco Bulacia Wilkinson | Fabian Cretu       | Škoda Fabia R5        | BC Vision Motorsport        | RC2 / WRC-2 | 3h26'12"2 | +10'45"0 | 2        |
| 10. (24.) | 43       | Eric Camilli            | Benjamin Veillas   | Ford Fiesta R5        | M-Sport World Rally Team    | RC2 / WRC-2 | 3h42'48"7 | +27'21"5 | 1        |
| WRC-3     |          |                         |                    |                       |                             |             |           |          |          |
| 1. (28.)  | 64       | Tom Williams            | Phil Hall          | Ford Fiesta R2T       | -                           | RC4 / WRC-3 | 3h49'44"9 |          | 25       |
| 2. (31.)  | 62       | Enrico Brazzoli         | Luca Beltrame      | Peugeot 208 R2        | -                           | RC4 / WRC-3 | 3h54'23"4 | +4'38"5  | 18       |
| 3. (32.)  | 61       | Taisko Lario            | Tatu Hämäläinen    | Peugeot 208 R2        | -                           | RC4 / WRC-3 | 3h56'40"0 | +6'55"1  | 15       |
| 4. (38.)  | 63       | Louise Cook             | Stefan Davis       | Ford Fiesta R2T       | -                           | RC4 / WRC-3 | 4h09'08"7 | +19'23"8 | 12       |

| Principali ritiri | Principali ritiri | Principali ritiri | Principali ritiri | Principali ritiri | Principali ritiri | Principali ritiri | Principali ritiri | Principali ritiri |
| PS                | Nº                | Pilota            | Copilota          | Auto              | Squadra           | Classe            | Causa             | Pos.              |
| ----------------- | ----------------- | ----------------- | ----------------- | ----------------- | ----------------- | ----------------- | ----------------- | ----------------- |
| PS 9              | 3                 | Teemu Suninen     | Mikko Markkula    | Ford Fiesta WRC   | M-Sport Ford WRT  | WRC               | Incidente         | 7º                |

Legenda
| Icona | Note                                                                                 |
| ----- | ------------------------------------------------------------------------------------ |
| WRC   | Equipaggio di classe WRC che può conquistare punti per il campionato costruttori     |
| WRC   | Equipaggio di classe WRC che non può conquistare punti per il campionato costruttori |
| WRC-2 | Equipaggio registrato al campionato WRC-2                                            |
| WRC-3 | Equipaggio registrato al campionato WRC-3                                            |
| JWRC  | Equipaggio registrato al campionato Junior WRC                                       |
|       | Ulteriori classificazioni                                                            |

### Prove speciali
| Frazione           | Prova | Ora   | Nome                   | Lunghezza | Vincitori                         | Tempo   | Leader del rally                  |
| ------------------ | ----- | ----- | ---------------------- | --------- | --------------------------------- | ------- | --------------------------------- |
| Frazione 1 (4 Ott) | PS1   | 19:00 | Tir Prince (SSS)       | 1,70 km   | Esapekka Lappi Janne Ferm         | 1'21"6  | Esapekka Lappi Janne Ferm         |
| Frazione 2 (5 Ott) | PS2   | 07:57 | Clocaenog 1            | 7,67 km   | Ott Tänak Martin Järveoja         | 4'07"2  | Ott Tänak Martin Järveoja         |
| Frazione 2 (5 Ott) | PS3   | 08:33 | Brenig 1               | 29,13 km  | Ott Tänak Martin Järveoja         | 16'52"4 | Ott Tänak Martin Järveoja         |
| Frazione 2 (5 Ott) | PS4   | 09:49 | Penmachno 1            | 16,95 km  | Ott Tänak Martin Järveoja         | 10'15"9 | Ott Tänak Martin Järveoja         |
| Frazione 2 (5 Ott) | PS5   | 10:43 | Slate Mountain 1       | 1,63 km   | Thierry Neuville Nicolas Gilsoul  | 1'16"8  | Ott Tänak Martin Järveoja         |
| Frazione 2 (5 Ott) | PS6   | 10:50 | Slate Mountain 2       | 1,63 km   | Jari-Matti Latvala Miikka Anttila | 1'15"3  | Ott Tänak Martin Järveoja         |
| Frazione 2 (5 Ott) | PS7   | 14:41 | Clocaenog 2            | 7,67 km   | Ott Tänak Martin Järveoja         | 4'01"6  | Ott Tänak Martin Järveoja         |
| Frazione 2 (5 Ott) | PS8   | 15:17 | Brenig 2               | 29,13 km  | Ott Tänak Martin Järveoja         | 16'30"5 | Ott Tänak Martin Järveoja         |
| Frazione 2 (5 Ott) | PS9   | 16:33 | Penmachno 1            | 16,95 km  | Thierry Neuville Nicolas Gilsoul  | 10'16"4 | Ott Tänak Martin Järveoja         |
| Frazione 3 (6 Ott) | PS10  | 08:35 | Myherin 1              | 20,28 km  | Sébastien Ogier Julien Ingrassia  | 10'46"2 | Ott Tänak Martin Järveoja         |
| Frazione 3 (6 Ott) | PS11  | 09:15 | Sweet Lamb Hafren 1    | 19,95 km  | Mads Østberg Torstein Eriksen     | 11'39"4 | Ott Tänak Martin Järveoja         |
| Frazione 3 (6 Ott) | PS12  | 10:24 | Dyfi 1                 | 19,48 km  | Ott Tänak Martin Järveoja         | 10'56"7 | Ott Tänak Martin Järveoja         |
| Frazione 3 (6 Ott) | PS13  | 10:59 | Gartheiniog 1          | 11,26 km  | Andreas Mikkelsen Anders Jæger    | 6'51"0  | Ott Tänak Martin Järveoja         |
| Frazione 3 (6 Ott) | PS14  | 12:08 | Dyfnant                | 8,30 km   | Jari-Matti Latvala Miikka Anttila | 4'28"2  | Ott Tänak Martin Järveoja         |
| Frazione 3 (6 Ott) | PS15  | 14:52 | Myherin 2              | 20,28 km  | Sébastien Ogier Julien Ingrassia  | 10'37"9 | Ott Tänak Martin Järveoja         |
| Frazione 3 (6 Ott) | PS16  | 15:32 | Sweet Lamb Hafren 2    | 19,95 km  | Andreas Mikkelsen Anders Jæger    | 11'26"6 | Sébastien Ogier Julien Ingrassia  |
| Frazione 3 (6 Ott) | PS17  | 16:45 | Dyfi 2                 | 19,48 km  | Jari-Matti Latvala Miikka Anttila | 10'42"8 | Sébastien Ogier Julien Ingrassia  |
| Frazione 3 (6 Ott) | PS18  | 17:19 | Gartheiniog 2          | 11,26 km  | Andreas Mikkelsen Anders Jæger    | 6'43"6  | Sébastien Ogier Julien Ingrassia  |
| Frazione 4 (7 Ott) | PS19  | 07:22 | Elsi                   | 10,06 km  | Esapekka Lappi Janne Ferm         | 7'17"1  | Sébastien Ogier Julien Ingrassia  |
| Frazione 4 (7 Ott) | PS20  | 08:08 | Gwydir 1 (power stage) | 14,76 km  | Jari-Matti Latvala Miikka Anttila | 9'31"6  | Jari-Matti Latvala Miikka Anttila |
| Frazione 4 (7 Ott) | PS21  | 09:16 | Great Orme Llandudno 1 | 8,03 km   | Sébastien Ogier Julien Ingrassia  | 4'22"0  | Jari-Matti Latvala Miikka Anttila |
| Frazione 4 (7 Ott) | PS22  | 10:29 | Gwydir 2               | 14,76 km  | Sébastien Ogier Julien Ingrassia  | 9'30"4  | Sébastien Ogier Julien Ingrassia  |
| Frazione 4 (7 Ott) | PS23  | 12:18 | Great Orme Llandudno 1 | 8,03 km   | Sébastien Ogier Julien Ingrassia  | 3'59"3  | Sébastien Ogier Julien Ingrassia  |

### Power stage
PS20: Gwydir 1 di 14,76 km, disputatasi domenica 7 ottobre 2018 alle ore 08:08 (UTC+1).
| Pos. | No. | Pilota             | Co-pilota        | Auto                  | Classe | Tempo  | Distacco | Punti |
| ---- | --- | ------------------ | ---------------- | --------------------- | ------ | ------ | -------- | ----- |
| 1    | 7   | Jari-Matti Latvala | Miikka Anttila   | Toyota Yaris WRC      | WRC    | 9'31"6 |          | 5     |
| 2    | 8   | Ott Tänak          | Martin Järveoja  | Toyota Yaris WRC      | WRC    | 9'32"4 | +0"8     | 4     |
| 3    | 1   | Sébastien Ogier    | Julien Ingrassia | Ford Fiesta WRC       | WRC    | 9'36"9 | +5"3     | 3     |
| 4    | 5   | Thierry Neuville   | Nicolas Gilsoul  | Hyundai i20 Coupe WRC | WRC    | 9'37"3 | +5"7     | 2     |
| 5    | 9   | Esapekka Lappi     | Janne Ferm       | Toyota Yaris WRC      | WRC    | 9'39"9 | +8"3     | 1     |

## Classifiche mondiali
Classifica piloti
| Pos. | Pos. | Pilota             | Punti |
| ---- | ---- | ------------------ | ----- |
| 1    |      | Thierry Neuville   | 189   |
| 2    | 1    | Sébastien Ogier    | 182   |
| 3    | 1    | Ott Tänak          | 168   |
| 4    |      | Esapekka Lappi     | 104   |
| 5    |      | Jari-Matti Latvala | 98    |
| 6    |      | Andreas Mikkelsen  | 83    |
| 7    |      | Dani Sordo         | 60    |
| 8    | 4    | Craig Breen        | 59    |
| 9    | 1    | Hayden Paddon      | 55    |
| 10   | 2    | Teemu Suninen      | 54    |
| 11   | 2    | Elfyn Evans        | 53    |
| 12   | 1    | Mads Østberg       | 52    |
| 13   |      | Kris Meeke         | 43    |
| 14   |      | Jan Kopecký        | 17    |
| 15   |      | Sébastien Loeb     | 15    |
| 16   |      | Pontus Tidemand    | 12    |
| 17   |      | Henning Solberg    | 8     |
| 18   |      | Simone Tempestini  | 4     |
| 19   |      | Bryan Bouffier     | 4     |
| 19   |      | Marijan Griebel    | 4     |
| 21   | 3    | Kalle Rovanperä    | 3     |
| 22   | 1    | Gus Greensmith     | 2     |
| 23   | 1    | Łukasz Pieniążek   | 2     |
| 24   | 1    | Chris Ingram       | 2     |
| 25   |      | Pedro Heller       | 1     |
| 26   | 1    | Stéphane Lefebvre  | 1     |
| 27   | 1    | Yoann Bonato       | 1     |

Classifica co-piloti
| Pos. | Pos. | Pilota             | Punti |
| ---- | ---- | ------------------ | ----- |
| 1    |      | Nicolas Gilsoul    | 189   |
| 2    | 1    | Julien Ingrassia   | 182   |
| 3    | 1    | Martin Järveoja    | 168   |
| 4    |      | Janne Ferm         | 104   |
| 5    |      | Miikka Anttila     | 98    |
| 6    |      | Anders Jæger       | 83    |
| 7    |      | Carlos del Barrio  | 60    |
| 8    | 3    | Scott Martin       | 59    |
| 9    |      | Sebastian Marshall | 55    |
| 10   | 1    | Mikko Markkula     | 54    |
| 11   | 1    | Torstein Eriksen   | 52    |
| 12   |      | Daniel Barritt     | 43    |
| 13   |      | Paul Nagle         | 43    |
| 14   |      | Pavel Dresler      | 17    |
| 15   |      | Daniel Elena       | 15    |
| 16   |      | Jonas Andersson    | 12    |
| 17   |      | Phil Mills         | 10    |
| 18   |      | Ilka Minor         | 8     |
| 19   |      | Sergiu Itu         | 4     |
| 20   |      | Xavier Panseri     | 4     |
| 20   |      | Alexander Rath     | 4     |
| 22   | 3    | Jonne Halttunen    | 3     |
| 23   | 1    | Craig Parry        | 2     |
| 24   | 1    | Przemysław Mazur   | 2     |
| 25   | 1    | Ross Whittock      | 2     |
| 26   |      | Pablo Olmos        | 1     |
| 27   | 1    | Gabin Moreau       | 1     |
| 28   | 1    | Benjamin Boulloud  | 1     |

Classifica costruttori WRC
| Pos. | Pos. | Squadra                     | Punti |
| ---- | ---- | --------------------------- | ----- |
| 1    |      | Toyota Gazoo Racing WRT     | 317   |
| 2    |      | Hyundai Shell Mobis WRT     | 297   |
| 3    |      | M-Sport Ford WRT            | 273   |
| 4    |      | Citroën Total Abu Dhabi WRT | 187   |